# Henri Meyer (illustrateur)
Pour les articles homonymes, voir Meyer et Henri Meyer.
Jacques dit Henri Meyer dit aussi Reyem (né à Mulhouse le 6 mars 1841 et mort à Thiais le 18 juillet 1899) est un caricaturiste et illustrateur français, qui a notamment réalisé des illustrations pour des romans de Jules Verne, aux éditions Hetzel.
Vers la fin des années 1850, il a émigré en Argentine, où il a connu une carrière très fructueuse. Il a été rédacteur en chef du magazine satirique El Mosquito et illustrateur du journal illustré Correo del Domingo. Il revient en France en 1869.
Parmi ses réalisations, citons Un capitaine de quinze ans de Jules Verne, La Frontière indienne de Lucien Biart, et des œuvres de Bentzon, Thomas Mayne-Reid, etc. Il a aussi dessiné de nombreuses illustrations pour la presse, dont une grande quantité de couvertures pour le Supplément illustré du Petit Journal, gravées par Fortuné Méaulle.
Sa palette de dessins de presse va de la caricature politique à la photo graphique et à la peinture de faits divers, en passant par les illustrations fantastiques.
Il est nommé Chevalier de la Légion d'honneur en 1884.
Son fils Jean, dit Jan-Méjan, fut également dessinateur et illustrateur.

## Décoration
Chevalier de la Légion d'honneur